# إبراهيم عساف (دبلوماسي)
إبراهيم عسّاف (مواليد 1968)، هو دبلوماسي لبناني، يشغل حاليا منصب سفير لبنان لدى جمهوريّة النمسا منذ تشرين الثاني/نوفمبر 2017، وهو أيضاً سفير غير مقيم للبنان لدى كلٍّ من جمهوريّة سلوفاكيا، سلوفينيا وكرواتيا.
كما يتولّى السفير عسّاف أيضاً منصب المندوب الدائم للبنان لدى مكتب الأمم المتحدة في فيينا، ولدى عدد من المنظّمات الدوليّة في فيينّا، ومنها الوكالة الدوليّة للطاقة الذريّة (IAEA)، ومنظّمة الأمم المتّحدة للتنمية الصناعيّة (UNIDO)، ومنظّمة معاهدة الحظر الشامل للتجارب النوويّة (CTBTO)، والأكاديميّة الدوليّة لمكافحة الفساد (IACA).

## الحياة المهنيّة
شغل الدبلوماسي إبراهيم عسّاف سابقاً منصب القائم بأعمال لبنان لدى مملكة البحرين وذلك بين عامي 2012 و2017. وقبل ذلك كان المنسّق السياسي لبعثة لبنان الدائمة لدى الأمم المتّحدة في نيويورك خلال عضويّة لبنان في مجلس الأمن عاميْ 2010 و2011، كما عمل بين العاميْن 2008 و2009 في المديريّة العامّة لرئاسة الجمهوريّة اللبنانيّة.
منذ عام 2000، عمل إبراهيم عسّاف في البعثة الدائمة للبنان لدى الأمم المتحدة في نيويورك، حيث كان نائب المندوب الدائم للبنان، ثم القائم بأعمال البعثة الدائمة بين عاميْ 2004 و2006. وقد شهدتْ هذه الفترة تغييرات كبيرة في الحياة السياسيّة في لبنان، ومتابعة حثيثة من الأمم المتّحدة لتطوّرات الأوضاع اللبنانيّة، ترافقتْ مع إصدار مجلس الأمن عدداً من القرارات الدوليّة الأساسيّة بشأن لبنان، ومنها القرار 1559 (2004) تاريخ 2/9/2004 الذي دعا إلى خروج القوّات الأجنبيّة المتبقّية من لبنان وحلّ الميليشيات اللبنانيّة وغير اللبنانيّة، والقرار 1595 (2005) تاريخ 7/4/2005 الذي أنشأ لجنة دوليّة مستقلّة للمساعدة في التحقيق بالعمل الإرهابي الذي أدّى إلى اغتيال رئيس وزراء لبنان الأسبق رفيق الحريري.

## النشأة والتعليم
وُلد إبراهيم عسّاف في لبنان عام 1968، وهو حاصل على إجازة تعليميّة في الفلسفة من جامعة الروح القدس-الكسليك عام 1991. كما أنّه تخرّج من المعهد الوطني للإدارة عام 1993، ودخل السلك الدبلوماسي اللبناني عام 1994. وهو متزوّج من السيّدة بريجيت طوق ولديهما 3 أولاد.

## المنشورات
أصدر إبراهيم عسّاف عام 2009 كتاباً بعنوان «الاغتيال الأخير» حول وثائق الأمم المتّحدة الخاصة بالتحقيق في جريمة اغتيال رئيس وزراء لبنان الأسبق رفيق الحريري.